# Terry A. Davis
Terrence Andrew Davis (West Allis, 15 dicembre 1969 – The Dalles, 11 agosto 2018) è stato un programmatore statunitense noto per la creazione del sistema operativo TempleOS.
Lo sviluppo fu estremamente complesso, dispendioso e inusualmente impegnativo per una sola persona. Durante gli ultimi anni di vita, ebbe un crescente seguito online e pubblicava quotidianamente video sui social.
Da adolescente, Davis imparò l'assembly su un Commodore 64. Ottenne la laurea magistrale in ingegneria elettronica all'Arizona State University e lavorò per diversi anni in Ticketmaster come programmatore per le macchine VAX. Nel 1996 iniziò ad avere episodi maniacali, uno di questi lo portò ad essere ricoverato. Inizialmente fu trattato per un disturbo bipolare, successivamente gli fu diagnosticata la schizofrenia. Ricevette l'assegno di invalidità e visse a Las Vegas con i genitori, fino ad un anno prima della sua morte.
Davis crebbe in una famiglia cattolica e per un periodo fu ateo. Dopo aver vissuto quella che lui definisce una "rivelazione", affermò di essere in comunicazione diretta con Dio e che quest'ultimo gli ordinò di costruire un successore al Secondo Tempio. Decise così di dedicare dieci anni della sua vita alla creazione di un sistema operativo basato su interfacce DOS della sua giovinezza che inizialmente chiamò "J Operating System" e dopo "LoseThos". Nel 2013 Davis comunicò di aver completato il progetto, rinominato nuovamente in "TempleOS". Il sistema operativo fu visto come un hobby dimostrativo, dunque non adatto all'utilizzo generale. Nonostante ciò, Davis ricevette apprezzamenti e complimenti per aver portato a termine il progetto.
Sebbene Davis fosse lucido durante le discussioni informatiche, la sua comunicazione fu alterata dalla sua schizofrenia. Fu controverso per l'uso di epiteti razzisti, visti da lui come mezzo per contrastare attori di Guerra psicologica. Durante gli ultimi mesi di vita, faticò a causa di periodi da senzatetto e incarcerazioni. Nel 2018, fu investito da un treno e morì a 48 anni. Gli investigatori non riuscirono a stabilire se la causa del decesso fu il suicidio o un incidente.

## Biografia

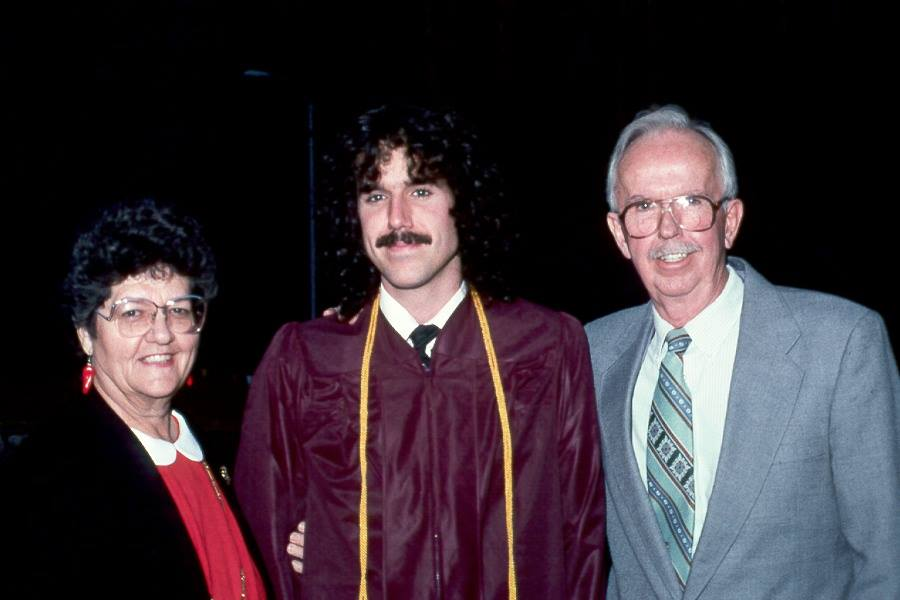
Davis con i suoi genitori, 1994 circa

Terrence Andrew Davis nacque a West Allis, in Wisconsin, e si trasferì in diversi stati tra cui Washington, Michigan, California e Arizona. Settimo di otto figli, il padre lavorò come ingegnere industriale. Da bambino Davis usò un Apple II della scuola elementare che frequentava, da ragazzo apprese l'assembly language su un Commodore 64.
Ottenne la laurea magistrale in ingegneria elettronica all'Arizona State University e lavorò per diversi anni in Ticketmaster come programmatore per le macchine VAX. Riguardo al suo curriculum, nel 2011 scrisse: "Tutti sanno che nella classifica delle ingegnerie, l'ingegneria elettronica è superiore a quella informatica, perché richiede matematica vera ;-) Sono uno scienziato dei razzi, ma non uno davvero bravo".

### Inizio della malattia e del risveglio spirituale

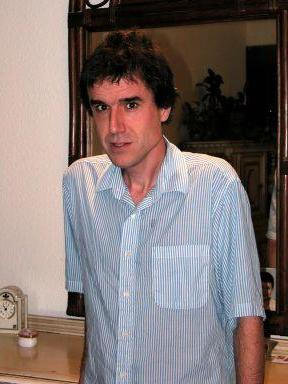
Davis nel 2000 circa

Davis crebbe come cattolico, ma fu ateo prima di avere quella che lui chiamò una "rivelazione divina". All'inizio del 1996, Davis fu ricoverato all'incirca ogni 6 mesi in un ospedale psichiatrico a causa di frequenti Episodi Maniacali. Nel marzo dello stesso anno, cominciò ad avere illusioni riguardanti alieni e agenti del governo. Davis, attribuì molto significato alle parole della band Rage Against the Machine: "some of those that work forces are the same that burn crosses" e ricordò: "Iniziai a vedere persone vestite in modo elegante seguirmi, mi parve strano." Cominciò a donare grosse quantità di denaro a organizzazioni benefiche, cosa che non aveva mai fatto prima. Successivamente, chiarì: "Quelle donazioni [probabilmente] fecero in modo che Dio si rivelasse a me salvandomi."
Poco dopo, avendo paura di essere nuovamente pedinato, Davis lasciò la città e guidò per centinaia di miglia verso sud senza destinazione. Si convinse che la radio cercasse di comunicare con lui, perciò decise di smontare la sua macchina (apparentemente alla ricerca di dispositivi per la geolocalizzazione, che credeva fossero nascosti) e gettò le chiavi nel deserto. Camminò senza meta sull'autostrada, dove venne preso da un poliziotto. Davis uscì dal veicolo della polizia, cercando di scappare, si ruppe la clavicola e fu riportato in ospedale. Si agitò nuovamente dopo aver ricevuto la lastra dei raggi X, che lui interpretò come "Artifatti alieni". Scappò dall'ospedale, cercando poi di rubare un camion, ma venne fermato ed arrestato. In prigione, si spogliò, ruppe i suoi occhiali, e li inserì in una presa della corrente, cercando di aprire la porta della sua cella attraverso l'interruttore elettrico. Il tentativo fallì, perché portava delle lenti non conduttive. Fu dunque ricoverato in un ospedale psichiatrico per due settimane.
Commentando questa vicenda, Davis in un'intervista del 2014 disse: "In un certo modo ero davvero pazzo. Ora non lo sono più. Forse sono pazzo, ma in modo diverso." Davis riconobbe che la sequenza di eventi che lo portò alla sua rivelazione, poteva essere vista come: "malattia mentale invece che una gloriosa rivelazione di Dio... Sarebbe gentile se diceste che mi sono spaventato pensando ai computer quantistici. E poi ci metti la tua ordinaria malattia mentale." Riflettendo sull'episodio iniziale, affermò: "Non sono particolarmente fiero della logica e del pensiero. Sembra davvero infantile e patetico... La Bibbia dice che se cerchi Dio, lui si presenterà. Lo stavo davvero cercando, e guardavo ovunque nella speranza di sapere cosa avrebbe potuto dirmi."
A Davis fu inizialmente diagnosticato il disturbo bipolare e dopo invece fu dichiarato schizofrenico. Successivamente si sentì: "colpevole di essere stato un tecnologo ateo" e provò ad emulare Gesù liberandosi dei suoi beni e vivendo una vita da nomade. Nel luglio del 1996, tornò in Arizona ed incominciò a lavorare ad un nuovo proposito. Valutando la stampa 3D come idea interessante, progettò una fresatrice a tre assi. Un incidente con un utensile Dremel rischiò quasi di incendiare il suo appartamento, decise pertanto di abbandonare l'idea. In seguito visse con i genitori a Las Vegas, ricevendo l'assegno di invalidità.
Dopo il 2003, i ricoveri di Davis diventarono meno frequenti. La sua schizofrenia continuò ad affliggere la sua comunicazione, e i suoi commenti online erano spesso incomprensibili. Nonostante ciò, fu visto come "sempre lucido" se si parlava di computers. Vice rimarcò che, nel 2012, ebbe una conversazione interessante con gli scrittori di MetaFilter, dove il suo lavoro fu ripreso in "Un sistema operativo scritto da un programmatore schizofrenico".

### TempleOS

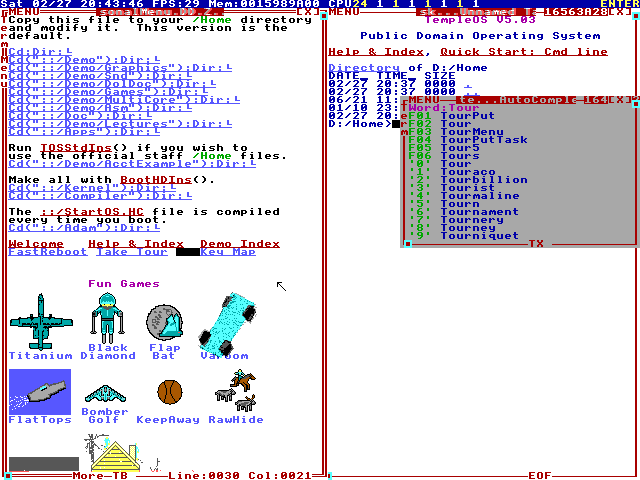
Screenshot dell'interfaccia di TempleOS

TempleOS (conosciuto come "J Operating System" dal 2004 al 2005, "LoseThos" dal 2006 all'inizio del 2012, e "SparrowOS" verso la fine del 2012) è un sistema operativo simile a quello del Commodore 64, DESQview assieme ad altre interfacce basate su DOS. Fu concepito da Davis all'inizio degli anni 2000, che lo sviluppò esclusivamente da solo in circa 10 anni. Ciò includeva la progettazione del: linguaggio di programmazione, editor, compilatore ed il kernel. Il suo codice sorgente vantava oltre 100,000 righe.
Nel 2005, Davis affermò che l'ambizione per il J Operating System fu di "ricreare l'ambiente dinamico che esisteva quando c'era il Commodore 64 e tutti creavano software stravagante". Lo vedeva come un Commodore 64 con "migliaia di volte in più" la velocità di elaborazione. Tre anni dopo, scrisse che l'obiettivo primario di LoseThos era quello di servire nel poter "creare videogiochi. Non ha il supporto alla rete e quindi nemmeno ad internet. Per quello che riguarda, sarebbe reinventare la ruota".
Davis annunciò che era in contatto diretto con Dio, e che quest'ultimo gli disse di costruire un successore al secondo tempio sotto forma di sistema operativo. Infatti, quest'ultimo è pieno di riferimenti a contenuti della Bibbia. Un programma integrato, "After Egypt", è un gioco in cui il giocatore viaggia verso un roveto ardente al fine di usare un "cronometro ad alta velocità". Il cronometro simboleggia un oracolo che genera testo pseudo-randomico, che Davis credeva rappresentare messaggi cifrati di Dio. Paragonò il processo a una tavola Ouija e alla Glossolalia. Segue un esempio di testo generato:
Secondo Davis, molte delle funzionalità del sistema operativo, come la risoluzione 640x480 e il display a 16 colori, furono istruzioni esplicite di Dio. La descrizione sul suo sito affermava che TempleOS era "Il tempio ufficiale di Dio. Proprio come il tempio di Solomone, è un punto focale della comunità dove vengono fatte offerte e l'oracolo di Dio viene consultato". Usò l'oracolo per chiedere a Dio: della guerra  ("militari competizione"), morte ("terribile"), dinosauri ("I piedi del Brontosauro fanno male quando vengono pestati"), videogioco preferito (Donkey Kong), macchina preferita (BMW), l'inno nazionale preferito (Latvia's), band preferita (the Beatles), e l'undicesimo comandamento ("Non sporcherai").
Nel 2012, Davis dichiarò che LoseThos fu scaricato 10,000 volte dal 2009, e che non ci fosse "la prova che qualcuno lo abbia installato. Sono nella prigione della CIA." Verso la fine dell'anno, rinominò LoseThos in "SparrowOS", e ad inizio del 2013, gli cambio nome nuovamente in "TempleOS". Qualche settimana più tardi il suo sito annunciava: "Il tempio di Dio è completato. Ora dio uccide CIA fino a che non si diffonderà".

### Riconoscimento e controversie
Davis fu oggetto di controversie per il suo uso regolare di insulti razzisti e omofobi, alcune volte rimproverava i propri detrattori definendoli: "negri della CIA". Online, comunicava spesso tramite blocchi di testo generati randomicamente e con inopportune dichiarazioni su Dio, cosa che lo fece bannare da alcuni siti come: Something Awful, Reddit, e Hacker News. Nonostante ciò, la critica tecnica di TempleOS era per lo più positiva, come ad esempio nel commento del giornalista di tecnologia David Cassel che scrisse: "programmare siti web, cercando di trovare la pazienza e la comprensione necessari per accomodare Davis". TechRepublic e OSNews pubblicarono articoli positivi sul lavoro di Davis, anche se fu bannato da OSNews per commenti ostili verso i lettori e lo staff.

Questi sfoghi, assieme alla presentazione "amatoriale" del sistema, resero TempleOS oggetto di frequenti derisioni. Davis spiegò che usava la parola "negro" come reazione all'essere oggetto di tattiche di Guerra psicologica da parte di società di informazione come la BBC. A seguito della preoccupazione scaturita dall'uso del suo linguaggio ha scritto sul suo sito: 
Una volta completato TempleOS, Davis passava la maggior parte del suo tempo, "programmando, navigando sul web, o usando l'output del faro della casualità del National Institute of Standards and Technology al fine di parlare con Dio". Postò numerose ore di video della sua vita riferendosi a se stesso come: "il programmatore più intelligente che sia mai esistito", mentre mostrava le sue creazioni. Si guadagno un piccolo gruppo di fan online. Nel 2017, il sistema operativo fu mostrato in una mostra "Art Brut" a Bourogne, Francia. Davis fu contento di ricevere attenzioni, ma fu deluso dal fatto che pochi fan usassero, effettivamente, il sistema operativo per parlare con Dio. I suoi canali YouTube furono bannati più volte a causa delle sue volgarità.
Nel settembre 2018, L'editor di OSNews Thom Holwerda scrisse: "Davis era chiaramente un programmatore dotato – scrivere un intero sistema operativo non è cosa da poco – fu davvero triste vederlo afflitto dalla malattia mentale. Un fan lo descrisse come una "Leggenda della programmazione", mentre un altro, un ingegnere informatico, comparò lo sviluppo di TempleOS ad un grattacielo costruito da un uomo solo. L'ingegnere in precedenza parlò molto con Davis, credendo che sarebbe potuto essere un "Steve Jobs" o un "Steve Wozniak" se non fosse stato per la sua malattia. Aggiunse: "Mi fa impazzire pensare che un uomo solo è riuscito a scrivere tutto quel codice" e sintetizzò: "potrebbe essere difficile per una persona normale comprendere quanto straordinario fu lo scrivere un intero sistema operativo da solo".

### Morte

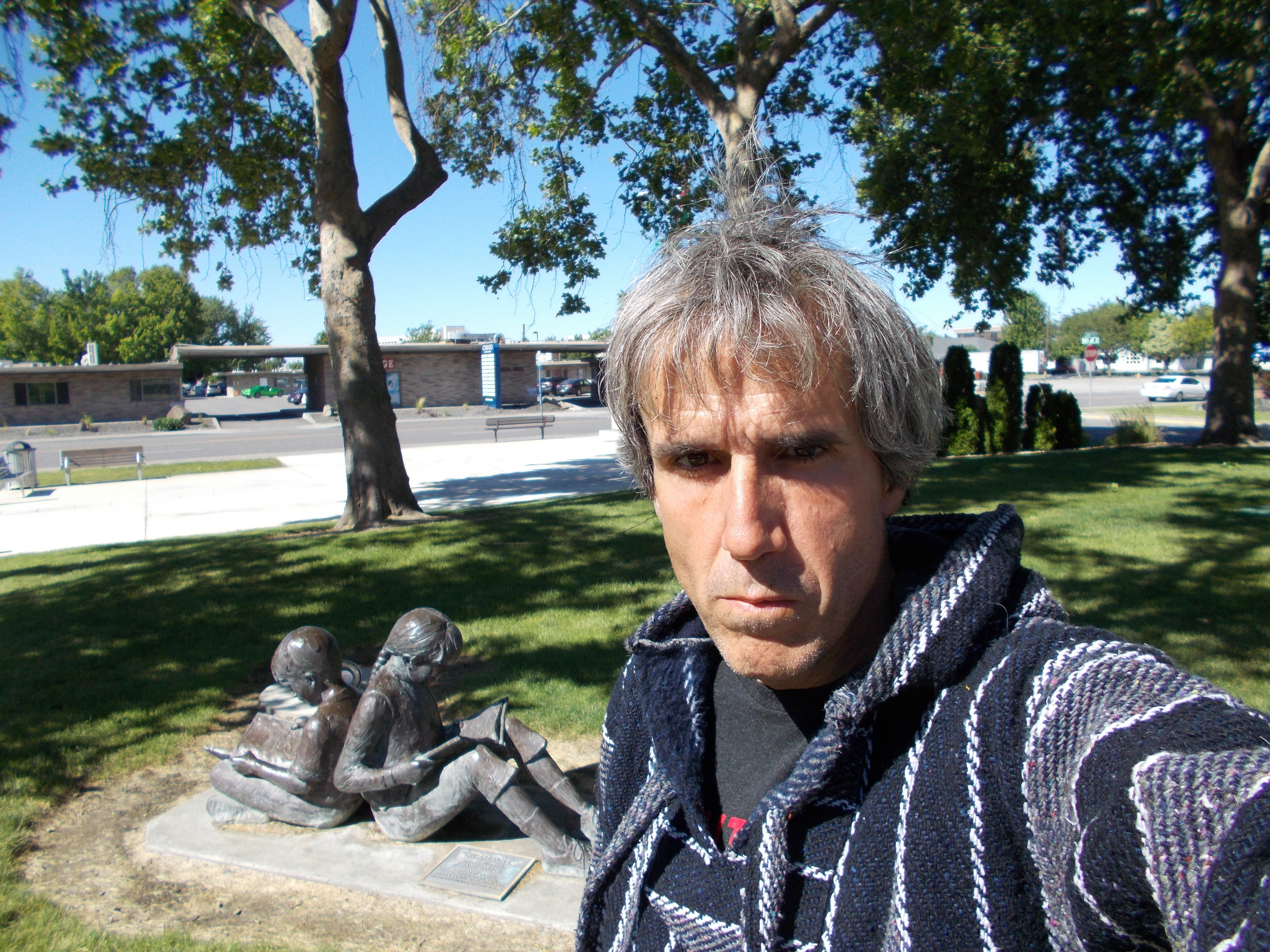
Davis durante il suo periodo come senzatetto, luglio 2018

Durante gli ultimi mesi di vita, Davis faticò attraversando periodi di carcere alternati all'essere un senzatetto. Smise di prendere le sue medicine, perché credeva che limitassero la sua creatività. Alcuni fans lo aiutarono portandogli provviste, ma lui si rifiutava di farsi ospitare. Dopo aver vissuto con sua sorella in Arizona, Davis viaggiò verso la California, e nell'aprile del 2018, fu fermato a Portland (Oregon). La polizia locale fu informata sul fatto che Davis potesse essere una minaccia, dato che aveva affermato la sua volontà di uccidere se richiesto da Dio. In giugno, la polizia di Portland informò gli ufficiali della città vicina The Dalles che avevano sentito che Davis potesse essere diretto proprio lì. Non vennero segnalate ulteriori lamentele nei riguardi di Davis.
Nel suo ultimo video, registrato su una panchina della libreria della contea di Dalles Wasco e caricato qualche ora prima della sua morte, spiegò che aveva rimosso la maggior parte dei suoi video perché non voleva "sporcare" Internet, e che aveva appreso come purificarsi. Alla fine del video dice: "È bello essere re. Aspetta, forse. Penso che forse sono solo come una piccola persona bizzarra che cammina avanti e indietro. Vabbé, lo sai, ma..."
La sera del 11 agosto 2018, mentre camminava a fianco dei binari del treno in The Dalles, Oregon, Davis fu investito e ucciso da un treno della Union Pacific. Gli investigatori non furono in grado di determinare se la morte fosse attribuibile ad un suicidio o ad un incidente, mentre il conduttore del treno credette fosse un suicidio. Il rapporto della polizia dichiarò che Davis stava camminando dando le spalle al treno e che si girò l'istante prima dell'impatto. Quando il The Dalles Chronicle pubblicò la storia di un senzatetto investito da un treno, la redazione fu inondata di chiamate che chiedevano se si trattasse di Davis, alle quali il giornale rispose con un successivo articolo che ne confermava l'identità.
Mentre le notizie della sua morte iniziavano a comparire su internet, venne ricordato dai suoi fan tramite numerosi tributi sui social. Attraverso il sito di TempleOS, la sua famiglia ha chiesto alle persone di donare a "organizzazioni che lavorano al fine di alleggerire il dolore e la sofferenza causate dalle malattie mentali". Nel dicembre 2018, Linux.org (una comunità non ufficiale per utenti Linux) fu vandalizzata da hackers per includere un riferimento alla sua morte. Nel novembre 2019, Davis fu oggetto di un documentario di 30 minuti della BBC Radio 4.